# Tuomas Grönman (Eishockeyspieler)
Tuomas Oskar Grönman (* 22. März 1974 in Viitasaari) ist ein ehemaliger  finnischer Eishockeyspieler, der in seiner aktiven Zeit von 1991 bis 2003 unter anderem für die Chicago Blackhawks und Pittsburgh Penguins in der National Hockey League gespielt hat.      

## Karriere
Tuomas Grönman begann seine Karriere als Eishockeyspieler in der Jugend des finnischen Erstligisten Lukko Rauma, in der er bis 1991 aktiv war. Anschließend spielte er ein Jahr lang für die Tacoma Rockets in der Western Hockey League, ehe er im NHL Entry Draft 1992 in der zweiten Runde als insgesamt 29. Spieler von den Québec Nordiques ausgewählt wurde, für die er allerdings nie spielte. Stattdessen kehrte der Verteidiger in seine finnische Heimat zurück, in der er in der Saison 1992/93 für Lukko Rauma sein Debüt in der SM-liiga gab. In seinem Rookiejahr erzielte er in insgesamt 48 Spielen insgesamt drei Tore und 14 Scorerpunkte, woraufhin er in das All-Rookie Team der SM-liiga gewählt wurde. In der folgenden Spielzeit erreichte Grönman mit seiner Mannschaft den dritten Platz in der nationalen Meisterschaft und wechselte zu deren Ligarivalen TPS Turku, mit dem der Rechtsschütze in der Saison 1994/95 zum ersten und einzigen Mal in seiner Laufbahn Finnischer Meister wurde. Zudem wurde er 1996 Vizemeister mit Turku. 
Im Sommer 1996 wurde Grönman von den Chicago Blackhawks verpflichtet, für die er in der folgenden Spielzeit in 16 Spielen in der National Hockey League eine Vorlage gab. Den Großteil der Saison verbrachte der Finne allerdings bei Chicagos Farmteam Indianapolis Ice in der International Hockey League. Nachdem er die Saison 1997/98 erneut bei Indianapolis begonnen hatte, wurde Grönman am 27. Oktober 1997 im Tausch für Greg Johnson zu den Pittsburgh Penguins transferiert, bei denen er sich ebenfalls nicht durchsetzen konnte. Absolvierte er in seinem ersten Jahr bei den Penguins noch 23 Spiele in der NHL für diese und 34 Spiele in der American Hockey League für deren Farmteam Syracuse Crunch, so stand er in der Saison 1998/99 aufgrund einer Knieverletzung nur in vier Spielen für Pittsburghs IHL-Farmteam Kansas City Blades auf dem Eis.  
Im Sommer 1999 kehrte Grönman nach drei Jahren in Nordamerika nach Finnland zurück, wo er anschließend mit Jokerit Helsinki Vizemeister wurde. Seine Karriere beendete der Verteidiger bei seinen beiden Ex-Clubs Lukko Rauma und TPS Turku, für die er bis 2003 noch in der SM-liiga aktiv war. 

### International
Für Finnland nahm Grönman an den U20-Junioren-Weltmeisterschaften 1992, 1993 und 1994, sowie den Olympischen Winterspielen 1998 in Nagano teil.

## Erfolge und Auszeichnungen
- 1993 SM-liiga All-Rookie-Team
- 1995 Finnischer Meister mit TPS Turku
- 1996 Finnischer Vizemeister mit TPS Turku
- 2000 Finnischer Vizemeister mit Jokerit Helsinki

### International
- 1998 Bronzemedaille bei den Olympischen Winterspielen